# Dimorphostylis vieta
Dimorphostylis vieta är en kräftdjursart som först beskrevs av Hale 1936.  Dimorphostylis vieta ingår i släktet Dimorphostylis och familjen Diastylidae. Inga underarter finns listade i Catalogue of Life.